# Ibrahim al-Maqadma
Ibrahim al-Maqadma (in arabo ابراهيم المقادمة‎?; 1952 – Gaza, 8 marzo 2003) è stato un guerrigliero palestinese, responsabile di Hamas nella Striscia di Gaza.
Ibrahim al-Maqadma è stato il principale esponente di Hamas nella Striscia di Gaza, ucciso da un "omicidio mirato" condotto dalle forze armate israeliane l'8 marzo 2003. Ibrahim al-Maqadma era accusato dagli israeliani di essere il responsabile della morte di 28 israeliani.

## Uccisione

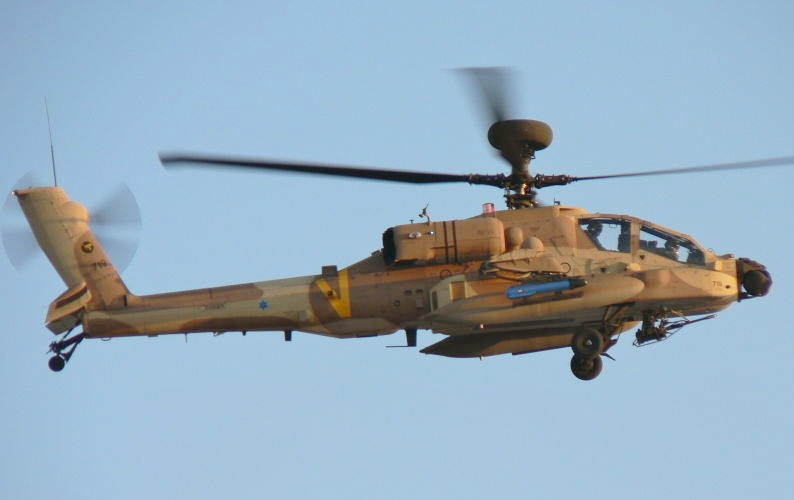
Un elicottero della Israeli Air Force AH-64D Saraph.

Al-Maqadma e tre suoi aiutanti furono uccisi da tre elicotteri israeliani Apache AH-64 Saraph che indirizzarono cinque missili aria-superficie contro l'automobile sulla quale stava muovendosi a Gaza.  L'uccisione di al-Maqadma avvenne dopo che Hamas aveva rivendicato l'attacco condotto il venerdì precedente contro un insediamento israeliano, nel quale erano stati uccisi due uomini, oltre al Massacro del bus 37 ad Haifa che aveva provocato la morte di 17 civili.
Le Forze di Difesa Israeliane annunciarono l'avvenuto "omicidio mirato" di al-Maqadma e un portavoce di Hamas a Gaza rifiutò le accuse di terrorismo fatte da Israele, obiettando che al-Maqadma era stato un "leader politico".
Il ministro della Difesa israeliano Shaul Mofaz affermò che Israele avrebbe proseguito nella sua politica di eliminazione di "altri leader" di Hamas nella Striscia di Gaza.

## Biografia
Al-Maqadma aveva sette figli. Era un musulmano praticante e un attivista politico che lottava contro l'occupazione israeliana della Palestina. Era nato quattro anni dopo che la sua famiglia era stata espulsa dal villaggio di Yibna, a SE di Gerusalemme, quando  era stato proclamato lo Stato di Israele. La famiglia di al-Maqadma trovò rifugio nel campo profughi di Bureij prima di spostarsi a Jabaliya.
Dopo aver ottenuto qui il diploma di studi secondari, al-Maqadma studiò odontoiatria in Egitto, dove si accostò all'ideologia dei Fratelli Musulmani. Quando tornò a Gaza, al-Maqadma partecipò all'organizzazione in terra palestinese del movimento fondamentalista, e pochi anni dopo, con lo sceicco Ahmad Yasin, fondò Hamas, che si autodefinì Movimento di Resistenza Islamico.
Nel 1984, gli israeliani imprigionarono al-Maqadma per possesso e traffico d'armi in favore dei guerriglieri palestinesi. Accuserà poi, senza poter portare prove in merito, di aver subito dalle autorità carcerarie israeliane torture fisiche e psichiche durante gli otto anni di carcere patiti.
Nel 1992, rilasciato dal carcere, riprese la sua attività di dentista nell'Ospedale Shifa di Gaza, proseguendo contemporaneamente le sue attività all'interno di Hamas. Le sue durissime critiche nei confronti della dilagante corruzione dell'Autorità Nazionale Palestinese e la sua ostilità nei confronti degli Accordi di Oslo, oltre al suo pieno sostegno degli attacchi operati da Hamas ai danni d'Israele, indussero l'ANP ad arrestarlo in varie occasioni. Fu tenuto in prigione tre volte senza alcuna imputazione e si dice che fosse stato anche in queste occasioni torturato.
Secondo la sua famiglia, al-Maqadma aveva previsto la propria eliminazione fisica da parte d'Israele per la sua leadership all'interno di Hamas. Pochi giorni prima della sua morte, dichiarò: «La nostra patria non sarà liberata e il nostro popolo non sarà libero dalla schiavitù israeliana senza sacrifici. La libertà ha un prezzo, e il prezzo è il sangue».